# آل ليتيرى
آل ليتيرى (بالإنجليزية: Al Lettieri)‏ هو ممثل أمريكي، ولد في 24 فبراير 1928 بنيويورك في الولايات المتحدة، وتوفي بنفس المكان في 18 أكتوبر 1975 بسبب نوبة قلبية.

## أعمال

### أفلام
- (1972) العراب[4][5][6]

## وصلات خارجية
- آل ليتيرى على موقع IMDb (الإنجليزية)
- آل ليتيرى على موقع روتن توميتوز (الإنجليزية)
- آل ليتيرى على موقع ألو سيني (الفرنسية)
- آل ليتيرى على موقع أول موفي (الإنجليزية)
- آل ليتيرى على موقع قاعدة بيانات الأفلام السويدية (السويدية)
- آل ليتيرى على موقع قاعدة بيانات الفيلم (الإنجليزية)
- آل ليتيرى على موقع كينوبويسك (الروسية)